# Mukti Jaya (Air Sugihan)
Mukti Jaya is een bestuurslaag in het regentschap Ogan Komering Ilir van de provincie Zuid-Sumatra, Indonesië. Mukti Jaya telt 1480 inwoners (volkstelling 2010).